# Brunflammig fältmätare
Brunflammig fältmätare (Perizoma flavofasciata) är en fjärilsart som beskrevs av Carl Peter Thunberg 1792. Brunflammig fältmätare ingår i släktet Perizoma och familjen mätare. Enligt den svenska rödlistan är arten nära hotad i Sverige. Arten förekommer i Götaland, Gotland, Öland, Svealand och Nedre Norrland. Artens livsmiljö är skogslandskap. Inga underarter finns listade i Catalogue of Life.